# Muguet
|  | Per a altres significats, vegeu «Muguet (desambiguació)». |

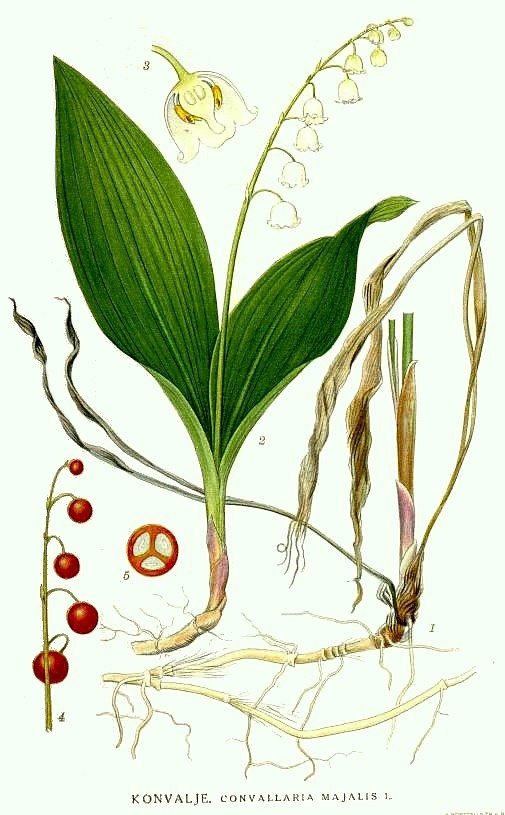
Il·lustració

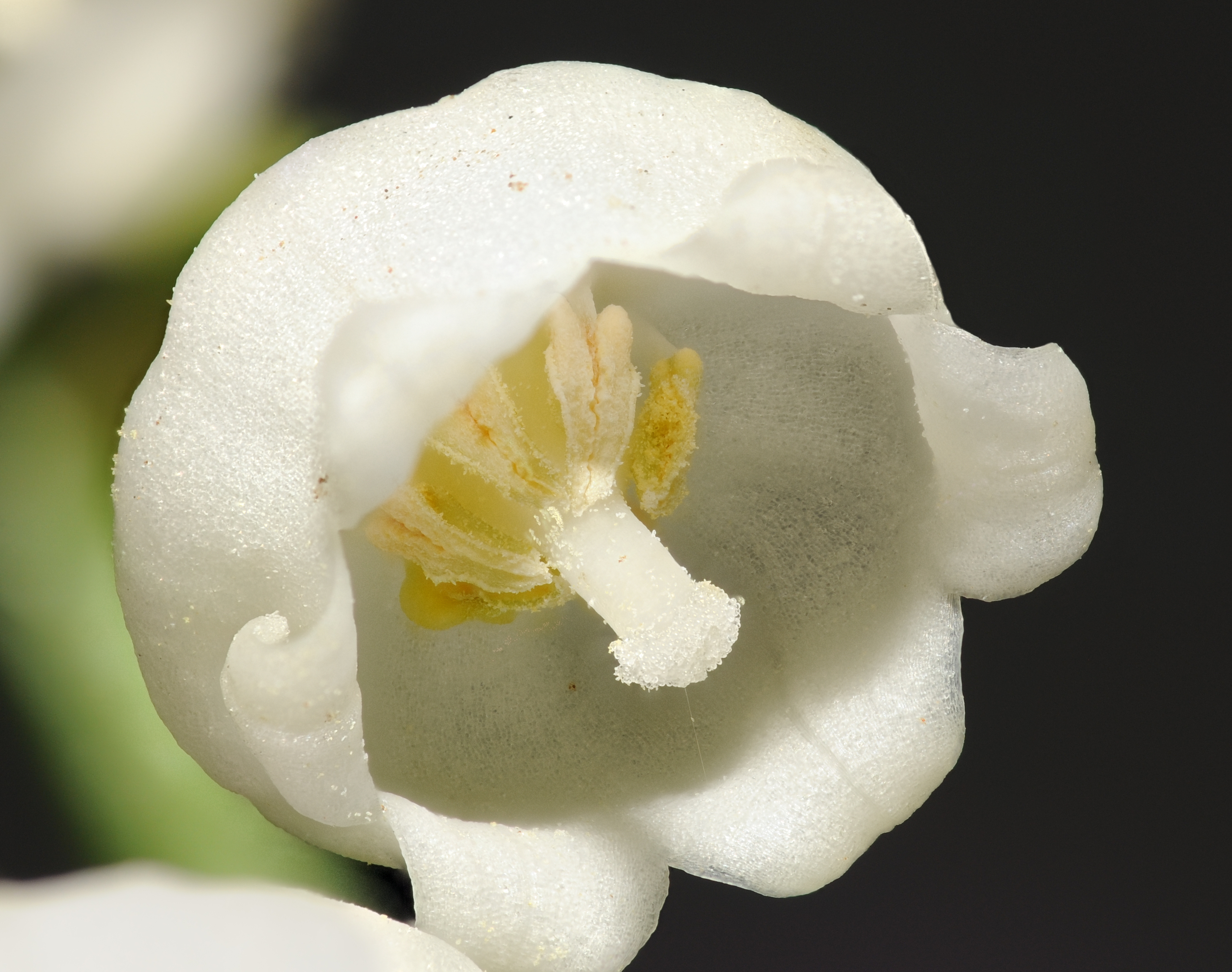
Detall de la flor

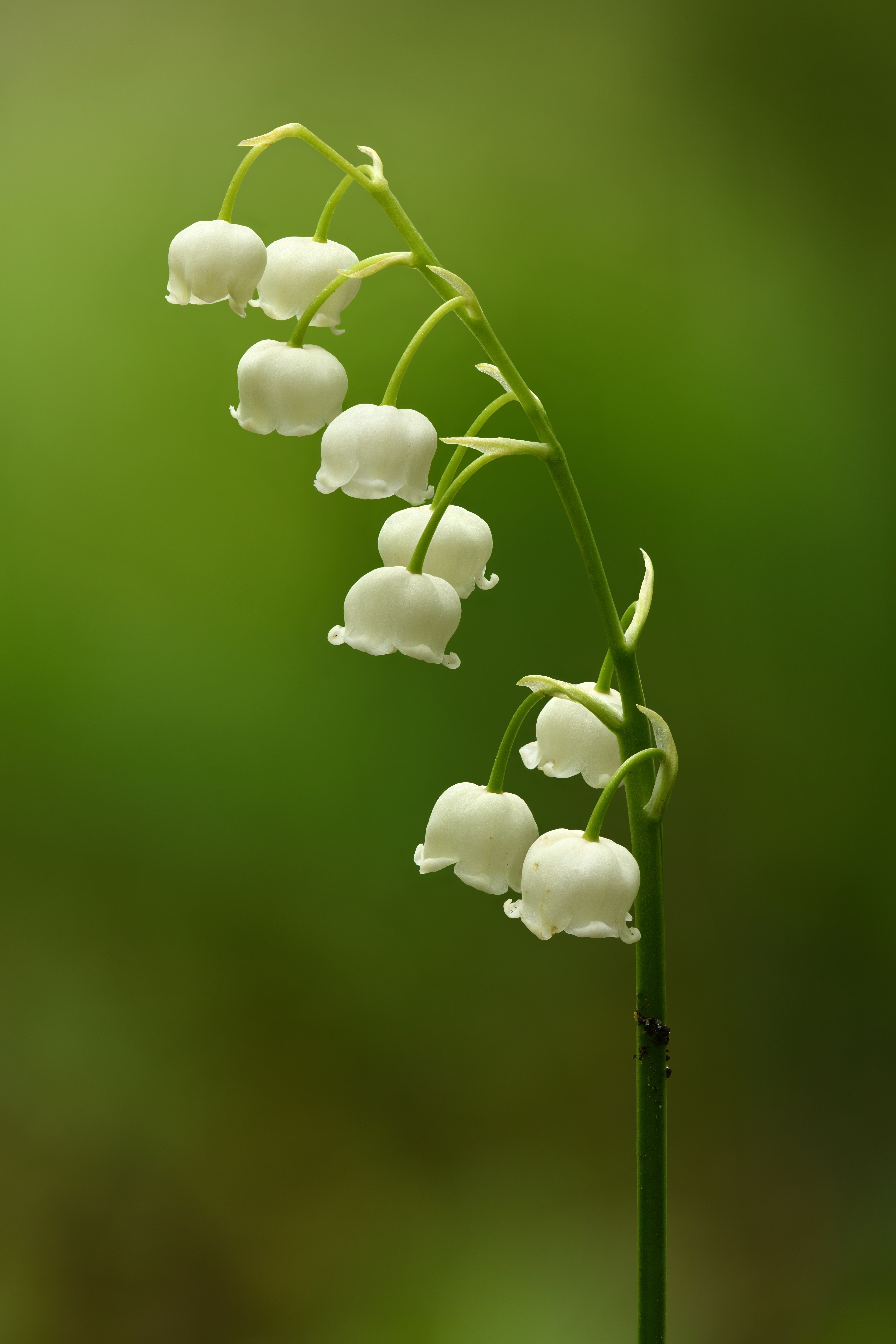
Inflorescència

El muguet o lliri de maig o lliri de la Mare de Déu (Convallaria majalis) és una espècie de planta de la família de les asparagàcies i l'únic membre del gènere Convallaria.
És una planta originària de l'hemisferi nord. És verinosa i també medicinal.
Es tracta d'una espècie herbàcia i perenne amb rizoma. Cada planta fa entre 5 i 15 flors blanques aromàtiques. El fruit és una baia vermella.
És molt utilitzada en jardineria i com a planta medicinal (per a malalties del cor), encara que totes les parts visibles són verinoses.

## Descripció
Arriba a fer 20 cm d'alt.
Les arrels són fines, i el rizoma, llarg i estolonífer.
Només té dues fulles, de forma oval-lanceolada, que fan de 20 a 40 cm de llarg.
Les flors són blanques --tot i que hi ha varietats de color rosa--, amb un perigoni subglobós campanulat format per sis tèpals soldats, amb una petita punta lliure. Són molt perfumades i estan reunides en grups de 5 a 12 en petits raïms pènduls. La floració és a la primavera.
Fruits en baia globosa, pèndula, vermella quan està madura, de la mida d'un pèsol. Cada fruit conté tres llavors, de color bru i de secció triangular.

## Ecologia
És una planta de mitja ombra, mesòfila, i li agraden els estius càlids. El tipus de sol preferit és llimós o sorrós, de tipus àcid a lleugerament bàsic.
És una espècie euroasiàtica de clima suboceànic, que viu en zones muntanyoses fins a una altitud de 1.500 m.

## Usos
La indústria del perfum utilitza essència de muguet, però aquesta fragància també es produeix sintèticament des de principis del segle xx. El muguet forma part de desenes de perfums clàssics i es diu que va ser la flor preferida de Christian Dior. A Rússia, les dones es fregaven les galtes amb suc provinent de les arrels de muguet per fer-les més rosades.
Malgrat la seva toxicitat, el muguet s'ha utilitzat com a medicament durant segles. Entre altres coses, les seves flors s'han transformat en pols d’esternuts i s'han utilitzat com a medicament antiepilèptic. No obstant això, la planta s'ha utilitzat específicament com a medicament per a problemes cardíacs. Igual que altres glucòsids cardíacs, els ingredients tòxics del muguet s'han utilitzat com a medicament per a la insuficiència cardíaca. Tenen el mateix efecte inotròpic positiu i efecte cronotròpic negatiu que la digitalina, per exemple. Un efecte inotròpic positiu significa un augment de la capacitat de contracció del cor i un efecte cronotròpic negatiu significa una disminució de la freqüència cardíaca. L'efecte combinat d'aquests és reduir el consum d'oxigen cardíac, la qual cosa resulta en una biodisponibilitat cardíaca millorada. Aquest efecte només és visible en un cor malalt i engrandit. Per a un cor sa, aquestes substàncies tampoc no serveixen en teoria. El mecanisme d'acció es basa en part en la captació d'ions calci. En medicina popular britànica també s'ha dit que el muguet, preparant la planta de diverses maneres, reforça la memòria, millora la capacitat de parla i el desenvolupament del sentit comú. En particular, s'ha informat que el muguet és efectiu en el tractament de l’ictus de Bell i del sagnat intern. A Finlàndia, durant els anys d’escassetat, els rizomes s'han utilitzat com a ingredient del pa.